# NGC 1284
NGC 1284 est une vaste galaxie lenticulaire relativement éloignée et située dans la constellation de l'Éridan. NGC 1284 a été découverte par l'astronome germano-britannique William Herschel en 1798.

## Caractéristiques
Sa vitesse par rapport au fond diffus cosmologique est de 8 819 ± 41 km/s, ce qui correspond à une distance de Hubble de 130,1 ± 9,1 Mpc (∼424 millions d'al).